# Donald Richie

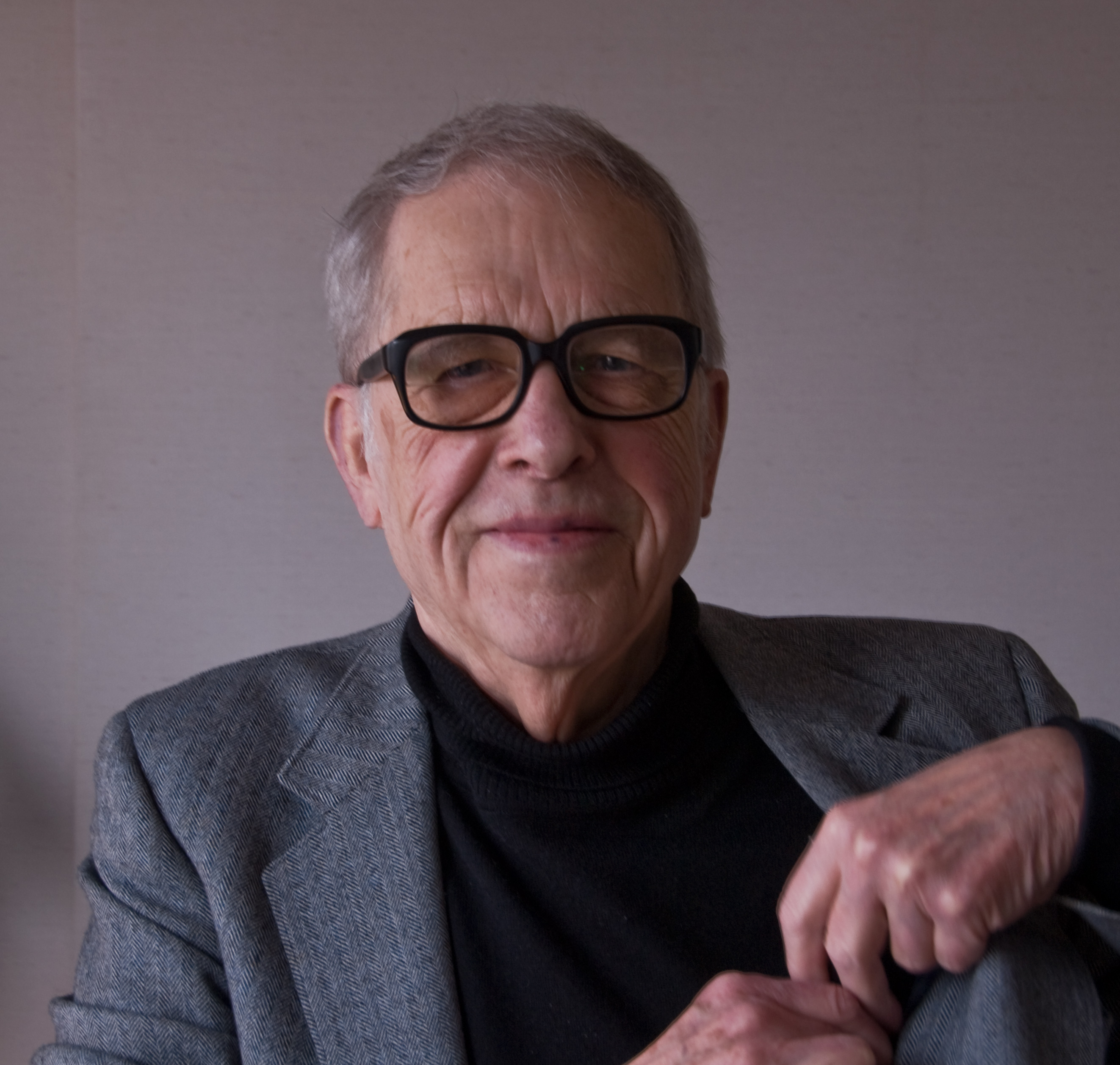
Donald Richie (2009)

Donald Richie (* 17. April 1924 in Lima, Ohio; † 19. Februar 2013 in Tokio) war ein in den USA gebürtiger Schriftsteller und Journalist, der durch seine Schriften über Japaner und das japanische Kino bekannt wurde. Er verbrachte große Teile seines Lebens in Japan.

## Leben
Im Zweiten Weltkrieg diente er auf Liberty-Frachtern als Purser (Versorgung) und als medizinischer Offizier. 1947 ging Richie mit der American occupation force nach Japan, wo er als ziviler Autor für die Pacific Stars and Stripes schrieb, was für ihn eine Gelegenheit war, einem eintönigen Leben in seinem Geburtsort zu entkommen. Während des Aufenthalts in Tokio entstand seine Faszination für die japanische Kultur, insbesondere die japanische Filmkunst. In der Folge schrieb er bald Kritiken für die Stars and Stripes. 1948 lernte er Kashiko Kawakita kennen, die ihn Yasujiro Ozu vorstellte. Während seiner langen Freundschaft mit Kashiko Kawakita arbeitete er eng mit ihr zusammen, um japanische Filme im Westen bekannt zu machen.
Nach der Rückkehr in die Staaten schrieb er sich 1949 bei der Columbia University School of General Studies ein und erhielt seinen Bachelor’s degree der Anglistik 1953.
Richie ging nach Japan zurück, wurde Filmkritiker für die The Japan Times und verbrachte fast die ganze zweite Hälfte des 20. Jahrhunderts dort. 1959 veröffentlichte er sein erstes Buch: The Japanese Film: Art and Industry unter Beteiligung von Joseph L. Anderson. In dem Werk schied er Zugänge zum Filmemachen in solche der Art representational und der Art presentational. Von 1969 bis 1972 war er Kurator beim New Yorker Museum of Modern Art. 1988 wurde er als erster Guest Director zum Telluride Film Festival eingeladen.
2004 war er als Komponist, Maler und Autor von Romanen, Essays und Reisebüchern tätig und lebte in Japan. Im Lauf von 50 Jahren hat er knapp 40 Bücher über Japan veröffentlicht.

## Bücher
Viele der persönlich gehaltenen Bücher künden von Einfühlungsvermögen und Verständnis für die Menschen und Landschaften Japans. Zu erwähnen sind The Inland Sea, ein Reiseklassiker, und Public People, Private People, eine Erkundung der bedeutendsten oder aber bodenständigsten Menschen des Landes. Er stellte zwei Sammlungen von Essays über Japan zusammen: A Lateral View und Partial Views. Anlässlich von 50 Jahren Beschäftigung mit Japan wurde eine Sammlung seiner Schriften als The Donald Richie Reader. The Japan Journals: 1947–2004 veröffentlicht mit längeren Auszügen aus seinen Tagebüchern.
Markant arbeitete er über Tokio, und über so vielfältige Objekte wie die Feinheiten der Küche, Architektur japanischer Häuser, traditionellen Gartenbau, buddhistische Tempel, japanische Götter, Godzilla und Tätowierungen. Er sieht sich als Schriftsteller, der auch über das Kino arbeitet, mehr als Flaneur denn als Akademiker und vor allem als Beobachter.
1991 produzierten die Filmemacher Lucille Carra und Brian Cotnoir eine Adaption von The Inland Sea, gesprochen von Richie selbst. Produziert von Travelfilm Company konnte der Film einige Auszeichnungen verbuchen wie Best Documentary beim Hawaii International Film Festival (1991) oder den Earthwatch Film Award. Vorgeführt wurde er beim Sundance Film Festival 1992.
Tom Wolfe beschrieb Richie als: „der Lafcadio Hearn unserer Zeit, ein feinsinniger, stilsicherer und betörend klarsichtiger Mittler zweier Kulturen, die sich durchdringen: die japanische und die US-amerikanische.“ (“the Lafcadio Hearn of our time, a subtle, stylish, and deceptively lucid medium between two cultures that confuse one another: the Japanese and the American.”)

## Japanischer Film
Richies anerkannteste Leistung bleiben seine Analysen des japanischen Kinos. Vom ersten veröffentlichten Buch an beschäftigte er sich nicht nur mit den zu besprechenden Filmwerken, vielmehr auch mit den eigenen Untersuchungsmethoden.
Graduell löste er sich von der Konzentration auf Filmtheorie und stellte mehr auf die Entstehungsbedingungen ab. Die Unterscheidung der zeigenden (presentational) Natur des japanischen Kinos im Gegensatz zur stellvertretenden (representational) des Westens ist sich indes konstant geblieben. Seine Veröffentlichung A Hundred Years Of Japanese Film wurde mit interessanten Anmerkungen versehen, wie man an die besprochenen Filmwerke überhaupt kommen kann. Regisseur Paul Schrader sagte im Vorwort dazu: „Was wir im Westen vom japanischen Kino wissen, und wie wir es wissen, haben wir am ehesten von Donald Richie.“ Richie beschäftigte sich in ausführlicher Form mit Yasujiro Ozu (1974) und Akira Kurosawa (1965).

## Ehrungen
- 1970: National Society of Film Critics Awards, USA: Special Award „für die dreimonatige Retrospektive des japanischen Films“[11]
- 1995: Japan Foundation: Japan Foundation Award[12]

## Weiterführende Literatur
- Donald Richie: Japanese Cinema. Film Style and National Character. Überarbeitete, erweiterte und aktualisierte Version der 1961er Auflage. Anchor Books, New York 1971, ISBN 0-385-09441-8 (englisch, Japanese Cinema. Film Style and National Character [abgerufen am 26. Oktober 2016] Volltext).
- Arturo Silva (Hrsg.): The Donald Richie Reader. Stone Bridge Press, Berkeley 2001, ISBN 1-880656-61-2 (englisch).